# Pablo Cabrera
Monseñor Dr. Pablo José Segundo Cabrera (San Juan, 12 de septiembre de 1857 - Córdoba, 29 de enero de 1936) fue un sacerdote historiador, etnólogo y lingüista de renombre nacional e internacional, impulsor y fundador de numerosas instituciones de la cultura cordobesa.

## Biografía
Pablo José Segundo Cabrera nació en San Juan el 12 de septiembre de 1857, hijo del chileno Pablo José Cabrera Ramírez y la argentina Melitona Mercado Quiroga. Aprendió las primeras letras en la Escuela Sarmiento de San Juan, con el maestro Vicente García Aguilera. 
A los 12 años decidió seguir la carrera sacerdotal, y para ello se trasladó a la ciudad de Córdoba donde residían tres hermanos de su madre, entre ellos Monseñor Eleuterio del Carmen Mercado, canónigo de la catedral de Córdoba, a cuya influencia debió una beca en el seminario. Otro tío suyo, Fray Domingo Venancio Mercado, habría muerto en olor de santidad en Santa Fe el día 16/02/1896. 
En 1869, acompañado de su madre, Cabrera pasó a residir en Córdoba para ingresar al seminario, aunque debió esperar un año para conseguir la beca. El 19 de mayo de 1870 ingresó en el Seminario Conciliar de Loreto, teniendo como profesor al humanista, presbítero Apolinario Argañarás. Fue un excelente estudiante. Aunque terminó el estudio de teología en 1880, no se ordenó sacerdote hasta marzo de 1883. Esos tres años los transcurrió en Mendoza, con su madre y hermanos domiciliados allí. 
Apenas ordenado sacerdote, fue destinado como capellán del Colegio de María, de la Casa Matriz de las Esclavas del Corazón de Jesús, cargo en que se desempeñó de 1884 hasta 1896. En esos años no se limitó a los servicios religiosos, sino que dio impulso a la elevación cultural en el terreno de la música y el teatro. 
En 1888, compuso un melodrama en tres actos, llamado El Paraíso Perdido. En 1889, otro melodrama en cuatro actos: Mensajera de Luz de Vida, o de la Iglesia a través de las Edades. En 1890, otro en dos actos: La Felicidad. En 1891, otro en cuatro actos: Cristóbal Colón, y otros (todos para representar y cantar). En esos años, también publicó sus primeros trabajos de índole religiosa y general: Fundamentos de la religión, Liberales de aquende y de allende, algunos textos elementales para la enseñanza, y otros.
Afuera del Colegio de las Esclavas se comenzó a granjear prestigio como orador e historiador. En 1887 disertó sobre el General José María Paz; en 1892, publicó un artículo sobre los sacerdotes que vinieron a América con Cristóbal Colón; en 1893, defendió a Manuel Belgrano contra Adolfo Saldías, e historió sobre los orígenes y vicisitudes del Hospital San Roque.
Fue redactor del diario Los Principios, apenas fundado. Dirigió también el Círculo de Obreros Católicos. 
El 15 de diciembre de 1896, Monseñor Reginaldo Toro lo nombraba Cura Párroco de la Iglesia del Pilar. Al poco tiempo sufrirá un surmenage, por lo que le aconsejaron descanso en las sierras de Córdoba, adonde descubrirá restos indígenas y petroglifos, dando comienzo a su labor de etnólogo. Más tarde, se haría cargo de la cátedra de etnografía indígena argentina de la Universidad de Córdoba, proyectada por él mismo.
A fines de 1893 hizo un viaje a Europa, con el objetivo de asistir en Roma a las Bodas de Oro Sacerdotales del Papa León XIII. Lo llevó una comisión de Religiosas Esclavas como capellán y consejero. A fines de 1896 pasó a ejercer el curato de la Iglesia del Pilar, practicándolo hasta 1929, cumpliendo todas sus obligaciones con gran empeño. También por esos años, frecuentaba el Archivo de Tribunales, de la ciudad de Córdoba. Su vocación era la historia argentina, y especialmente la historia de Córdoba.
En 1897 publicó su primera monografía histórica: La Iglesia y la Hermandad del Pilar. En 1899 inauguró con un extenso discurso la Tercera Exposición Artística del Ateneo de Córdoba. En 1903 publicó Los Fastos del episcopado de Trejo; en 1904, un estudio sobre los descendientes de Juan de Garay en Córdoba: en 1910: Ensayos sobre Etnología Argentina. Ese año, la Universidad de Córdoba lo eligió como uno de sus representantes en el Congreso Científico Internacional en Buenos Aires. Los ensayos que presentó en esa ocasión, le valieron elogios calorosos de distinguidos hombres de ciencia. 
También adquirió gran prestigio como orador, dando discursos que impresionaban a la audiencia. Si entre 1884 y 1897 predominó la música y la poesía; entre 1899 y 1910 predominó la oratoria, siendo inmenso el prestigio como orador que adquirió en Córdoba, Buenos Aires y el resto del país. En 1905, cesó de dar sermones y discursos por una afección a la garganta (faringitis), aunque luego Cabrera declaró que fue por decisión propia el dejar la oratoria.<.
Un factor que podría haber alejado a Pablo Cabrera de su dedicación a la historia, fueron las repetidas ocasiones en que el Senado nacional incluyó su nombre en las ternas de provisión de obispados, aunque no fue elegido para ocupar ninguna sede episcopal en toda su vida.
Alternaba su labor parroquial con las visitas de investigación al Archivo de Tribunales de Córdoba, y las frecuentaciones culturales a la universidad. Durante 50 años, desde 1886 hasta 1936 fue la Universidad Nacional de Córdoba el Alma Mater de monseñor Pablo Cabrera.
En su monografía acerca del Padre Muriel, la lumbrera más grande que haya iluminado la universidad de Córdoba, expuso Cabrera el espíritu netamente humanista, la universalidad que distinguió a los que en los tiempos jesuíticos frecuentaron aquella casa de estudios. Del viejo archivo de la universidad extrajo pormenores de las personas y trabajos de Manuel Antonio Castro, Bartolomé Dávalos, Francisco Javier Echagüe, Julián Navarro, Pedro Alcántara Somellera, Luis José de Tejeda y otros. 
Aunque recorrió los principales archivos de Argentina: los de Buenos Aires, Santa Fe, La Rioja y Tucumán, sólo el Archivo de Tribunales de Córdoba fue su predilecto, y toda su ciencia histórica fue extraída de aquella inagotable cuanto riquísima mina.
Además, ya antes de 1925 había recorrido a caballo o a pie, estudiando en detalle comarcas del Valle de Punilla, Cruz del Eje, Candelaria y muchas otras.
En su modesta casa, aledaña a la Iglesia del Pilar, Cabrera reunió una valiosísima colección de estatuas antiguas, telas, cuadros, muebles, mosaicos, muebles, armarios, fotografías, libros, mapas y documentos. Su valor estaba calculado en más de $ 400.000, aunque el gobierno argentino se la compró en 1925 por $ 100.000, dinero con el que hizo frente a sus deudas, luego de robos y desfalcos de gente de confianza.
Para ayudarlo a salir de sus problemas económicos, la universidad nombró a Cabrera Colector de Documentos en 1911; en 1916 se le creó el puesto de Jefe de Manuscritos, cargo en el que rescató documentos valiosísimos, ideando y orientando la publicación de la Biblioteca del 3º centenario.

## Obras publicadas
1892 - Publicó un artículo sobre los sacerdotes que vinieron a América con Cristóbal Colón.
1897 - Publicó su primera monografía histórica: La Iglesia y la Hermandad del Pilar.
1903 - Publicó Los Fastos del episcopado de Trejo. 
1904 - Estudio sobre los descendientes de Garay en Córdoba.
1906 - El primitivo obispado de Tucumán y la iglesia de Salta (en colaboración con P. Toscano); Ensayos sobre etnología argentina.
1910 – Los Lules.
1911 – Nuestra Señora de Copacabana; Tesoros del Pasado, tomo I (educación en la colonia).
1913 a 1915 – Dos páginas sobre Arte Colonial; estudio sobre la Ciudad del Barco; noticias bibliográficas sobre el Padre Muriel; un trabajo sobre Ignacio Duarte y Quirós.
1916 – Tomo de universitarios de Córdoba, integrando la Biblioteca del Tercer Centenario de la Universidad de Córdoba.
1917 – En colaboración con el Dr. Enrique Martínez Paz, publicó un volumen de las Coronas Incas.
Desde hacía varios años atrás había propiciado la fundación del Museo Histórico Provincial en la Casa del Virrey Sobremonte. En 1919, Cabrera fue nombrado director del mismo, siendo inaugurado el 16 de mayo de 1919.
1920 – Córdoba de la Nueva Andalucía. Noticias etnográficas e históricas acerca de su fundación, un ensayo histórico sobre la fundación de Córdoba, que había sido premiado el año anterior por la municipalidad de Córdoba.
1924 – En el país de los Juríes; Gasta y Llacta en boca de sus aborígenes; Estudios sobre la Navegación del Río Tercero. Fundó la Junta de Estudios Históricos de Córdoba, constituida en 1924 bajo su presidencia.
1925/1926 - Cultura y beneficencia durante la colonia (2 tomos). Cabrera dedicó un ejemplar de su “Cultura y Beneficencia” al Archivo de Tribunales de Córdoba, tipificándolo como “campo vastísimo y preciosos de mis investigaciones históricas”. 
1926 - Tesoros del pasado argentino; Estudios históricos y geográficos de Tucumán.
En 1927, la Sociedad de Americanistas de París lo eligió miembro titular, por sugerencia del etnólogo Paul Rivet. También ese año, la Universidad Nacional de Córdoba le confirió el título de Doctor Honoris Causa por su dilatada y meritoria labor histórica. Esa resolución se le comunicó en enero de 1928, otorgándosele tal distinción el 23 de junio de 1928.
1929 - Los aborígenes del país de Cuyo.
1930 - La segunda imprenta de la Universidad de Córdoba.
1931 - Ensayos sobre etnología argentina. Onomástica indiana de Tucumán (publicado en Buenos Aires).
1934 y 1935 - Introducción a la historia eclesiástica del Tucumán, 1535-1590 (2 tomos); Universitarios de Córdoba. 
1936 - Los del Congreso de Tucumán.
Monseñor Pablo Cabrera falleció en la ciudad de Córdoba, el 29 de enero de 1936. Poco después de su fallecimiento, la Universidad de Córdoba ordenó la creación del Instituto de Estudios Americanistas, dependiente de la Escuela de Historia de la Facultad de Filosofía y Humanidades, sobre la base de la colección de libros, documentos y manuscritos de Monseñor Pablo Cabrera. 
Los restos de Monseñor Pablo Cabrera fueron trasladados el 1 de noviembre de 2013, desde la Catedral de Córdoba hasta la Iglesia del Pilar, donde descansan en una urna en la Capilla del Santísimo, contigua a la iglesia.